# 未祐とさくらのAYAKASHI R
未祐とさくらのAYAKASHI Rはインターネットラジオ配信サイトメディファクラジオとアニスタ.TVにて隔週土曜日？に配信していた。松来未祐（薬師寺陽愛役）と野川さくら（夏原織江・牧原和泉役）がパーソナリティを務める番組である。

## 概要
TVアニメ『AYAKASHI』の情報関連などを特集する

## 配信日
- メディファクラジオ・アニスタ.TV 隔週土曜日？

### スタッフ
- パーソナリティ：松来未祐（薬師寺陽愛役）・野川さくら（夏原織江・牧原和泉役）
- ディレクター：
- 構成作家：伊福部崇

ほか

## ゲスト
- 細井聡司 （2008年3月1日）